# Trevor Barry
Trevor Barry (14 de junho de 1983) é um saltador em altura das Bahamas. Seu recorde pessoal é de 2,32 metros, alcançados na final do Campeonato Mundial de Atletismo de 2011 em Daegu, Coreia do Sul, em 1 de setembro de 2011.
Nos Jogos Centro-Americanos e do Caribe de 2006, Barry ganhou a medalha de prata no salto em altura e em sexto no salto em distância.